# Pedro Juan Moreno
Pedro Juan Moreno Villa (Medellín, 1943 - Mutatá, 24 de febrero de 2006) fue un político, ingeniero y empresario colombiano.

## Biografía
Moreno se graduó como Ingeniero mecánico de la Universidad Pontificia Bolivariana, en 1986 fue elegido Concejal de Medellín y más tarde Diputado.
En 1990 Moreno llegó a la Cámara de Representantes por el departamento de Antioquia. En 1995 Álvaro Uribe asume como Gobernador de Antioquia y nombra a Moreno como su Secretario de Gobierno, desde dicha posición Uribe y Moreno apoyaron la creación y promoción de las CONVIVIR creadas durante el gobierno de César Gaviria.
Moreno fue presidente de la "Federación de Ganaderos de Antioquia" (FEDEGAN) y presidió la junta directiva del Banco Ganadero durante 20 años. Moreno no era ganadero pero como su padre tenía afición a la cría de caballos de carreras.

### Últimos años
Moreno fue uno de los principales promotores de la primera elección de Álvaro Uribe como presidente pero terminó distanciándose de este debido a diferencias con otras personas que le rodeaban. También criticó que el presidente estuviera buscando su reelección en 2006 cuando en campaña se había mostrado contrario a esta. Durante esta época también sostuvo varias polémicas con periodistas como Daniel Coronell, Mauricio Vargas y Roberto Posada García-Peña a quienes denunció penalmente por las afirmaciones que sobre él vertían en sus columnas de opinión.
Dirigía y financiaba la revista "La Otra Verdad" en las que con un equipo periodístico realizaba denuncias de corrupción que llegaron a enfrentarlo con poderosos asesores del gobierno Uribe como José Roberto Arango, quien tuvo que renunciar por denuncias hechas por la revista relacionadas con un contrato de una empresa de su familia para la fabricación de toallas para las fuerzas militares, por este caso también tuvo que renunciar el vicefiscal general de la nación. Igualmente era crítico del asesor Fabio Echeverri Correa, de quien Moreno dijo era una persona dañina para el Gobierno a la vez que cuestionó su ética. También se le atribuye a las denuncias de la revista la salida del secretario general de presidencia Alberto Velásquez por el caso de la compra del avión presidencial, así como de Alicia Naranjo, directora del Invías, por un conflicto de interés, y la renuncia del director del Fondo Rotatorio de la Policía, el general retirado Ismael Trujillo Polanco, por la publicación de una fotografía en la que aparece junto al narcotraficante Elías Cobo.

### Fallecimiento
Moreno falleció el 24 de febrero de 2006 en un aparente accidente aéreo en la zona de Urabá cuando realizaba campaña para llegar al Senado de la república por el Partido Conservador. En el accidente fallecieron también su hijo Juan Gilberto, Ana María Palacio dirigente de las juventudes conservadoras y el piloto Jaime Taborda
En noviembre de 2008 el exjefe paramilitar Salvatore Mancuso, desde Estados Unidos donde fue extraditado por el gobierno, dijo en una versión libre en audiencia virtual en el proceso que se le sigue en Colombia que el fallecido Moreno, cuando era secretario de gobierno de Antioquia, se había enterado por boca de Carlos Castaño Gil sobre la Masacre de El Aro.
El 2 de junio de 2010, durante una audiencia pública contra el general (r) Rito Alejo del Río, procesado por sus presuntos vínculos con las autodefensas, desmintió que la muerte de Pedro Juan Moreno (23 de febrero del 2006), secretario de Gobierno de Antioquia durante la gobernación de Álvaro Uribe Vélez, haya sido producto de un accidente. Afirmó que él fue asesinado.
El 26 de enero de 2016, el fiscal general de la nación compulsa copias para investigar a Álvaro Uribe Vélez por la muerte de Pedro Juan Moreno.
El también exsenador, exalcalde de Bogotá y actual presidente electo, Gustavo Petro, en varias oportunidades ha manifestado sus dudas sobre este accidente y el trasfondo del mismo.[cita requerida]
En 2018 el periodista Daniel Coronell, publicó en su columna de la revista Semana, varios indicios documentales donde se habla de un posible saboteo al helicóptero, incluido el asesinato de una empleada de los hangares del aeropuerto Olaya Herrera de Medellín que supuestamente oyó sobre la manipulación de repuestos en la aeronave.

### Investigaciones
En 1997 y 1998, agentes de la Aduana de Estados Unidos en California incautaron tres barcos sospechosos con destino a Colombia que, según descubrieron los agentes, estaban cargados con 50.000 kilos de permanganato de potasio, un "precursor químico" clave necesario para la fabricación de cocaína. Según un documento firmado por el entonces jefe de la DEA, Donnie R. Marshall, el 3 de agosto de 2001, cada uno de los barcos tenía como destino Medellín, Colombia, a una empresa llamada GMP Productos Químicos, S. A. (GMP Chemical Products).
Los 50.000 kilos del precursor químico destinado a GMP fueron suficientes para producir medio millón de kilos de clorhidrato de cocaína, con un valor en la calle de 15.000 millones de dólares estadounidenses. El propietario de GMP Chemical Products, según el informe del jefe de la DEA de 2001, es Pedro Juan Moreno Villa, director de campaña, exjefe de gabinete y durante mucho tiempo mano derecha del candidato presidencial colombiano Álvaro Uribe Vélez.